# Juan Ignacio Cerra
Juan Ignacio Cerra (San Vicente, 16 oktober 1976) is een Argentijnse atleet, die is gespecialiseerd in het kogelslingeren. Hij werd meervoudig Ibero-Amerikaans kampioen, meervoudig Zuid-Amerikaans kampioen en meervoudig Argentijns kampioen in deze discipline. Hij nam diverse malen deel aan de wereldkampioenschappen, maar kwam nooit verder dan de kwalificaties. Ook nam hij viermaal nam hij deel aan de Olympische Spelen.

## Loopbaan
Reeds op negentienjarige leeftijd werd Cerra in 1995 een eerste maal Argentijns kampioen in het kogelslingeren. Twee jaar later werd hij een eerste keer Zuid-Amerikaans kampioen in deze discipline met een worp van 68,92 m. Later zou hij nog viermaal Zuid-Amerikaans kampioen worden.
Op de Olympische Spelen van 2000 (Sydney), 2004 (Athene), 2008 (Peking) en 2012 (Londen) strandde Juan Ignacio Cerra in de kwalificaties met beste worpen van respectievelijk 72,86, 72,53, 70,16 en 68,20.
Zijn beste prestatie behaalde Cerra in 2003 met het winnen van het kogelslingeren op de Pan-Amerikaanse Spelen.

## Titels
- Pan-Amerikaanse Spelen kampioen kogelslingeren - 2003
- Zuid-Amerikaans kampioen kogelslingeren - 1997, 1999, 2001, 2003, 2005, 2007, 2009, 2011
- Ibero-Amerikaans kampioen kogelslingeren - 2000, 2004, 2006, 2008
- Argentijns kampioen kogelslingeren - 1995, 1997, 1999, 2000, 2003, 2004, 2005, 2006

## Persoonlijk record
| Onderdeel      | Prestatie    | Datum        | Plaats |
| -------------- | ------------ | ------------ | ------ |
| kogelslingeren | 76,42 m (AR) | 25 juli 2001 | Triëst |

## Prestaties
| Jaar | Wedstrijd               | Plaats         | Resultaat | Onderdeel      | Tijd    |
| ---- | ----------------------- | -------------- | --------- | -------------- | ------- |
| 1997 | Zuid-Amerikaanse kamp.  | Mar del Plata  | 1e        | kogelslingeren | 68,92 m |
| 1998 | Ibero-Amerikaanse kamp. | Lissabon       | 3e        | kogelslingeren | 70,83 m |
| 1999 | Zuid-Amerikaanse kamp.  | Bogota         | 1e        | kogelslingeren | 72,09 m |
|      | Pan-Amerikaanse Spelen  | Winnipeg       | 3e        | kogelslingeren | 70,68 m |
| 2000 | Ibero-Amerikaanse kamp. | Rio de Janeiro | 1e        | kogelslingeren | 74,32 m |
| 2001 | Zuid-Amerikaanse kamp.  | Manaus         | 1e        | kogelslingeren | 73,95 m |
| 2003 | Zuid-Amerikaanse kamp.  | Barquisimeto   | 1e        | kogelslingeren | 73,31 m |
|      | Pan-Amerikaanse Spelen  | Santo Domingo  | 1e        | kogelslingeren | 75,53 m |
| 2004 | Ibero-Amerikaanse kamp. | Guatemala-Stad | 1e        | kogelslingeren | 73,34 m |
| 2005 | Zuid-Amerikaanse kamp.  | Cali           | 1e        | kogelslingeren | 72,03 m |
| 2006 | Ibero-Amerikaanse kamp. | Ponce          | 1e        | kogelslingeren | 69,38 m |
| 2007 | Pan-Amerikaanse Spelen  | Rio de Janeiro | 3e        | kogelslingeren | 72,12 m |
| 2008 | Ibero-Amerikaanse kamp. | Iquique        | 1e        | kogelslingeren | 69,74 m |
|      | OS                      | Peking         | 30e       | kogelslingeren | 70,16 m |
| 2009 | Zuid-Amerikaanse kamp.  | Lima           | 1e        | kogelslingeren | 69,42 m |
|      | WK                      | Berlijn        | 30e       | kogelslingeren | 69,37 m |
| 2010 | Ibero-Amerikaanse kamp. | San Fernando   | 2e        | kogelslingeren | 71,37 m |
| 2011 | Zuid-Amerikaanse kamp.  | Buenos Aires   | 1e        | kogelslingeren | 72,12 m |
|      | WK                      | Daegu          | 34e       | kogelslingeren | 64,27 m |
|      | Pan-Amerikaanse Spelen  | Guadalajara    | 6e        | kogelslingeren | 66,80 m |
| 2012 | Ibero-Amerikaanse kamp. | Barquisimeto   | 3e        | kogelslingeren | 70,86 m |
|      | OS                      | Londen         | 36e       | kogelslingeren | 68,20 m |